# M8 motorway (Irland)
Der M8 motorway (englisch für „Autobahn M8“, irisch Mótarbhealach M8) ist eine hochrangige Straßenverbindung in der Republik Irland. Gemeinsam mit dem M7 motorway verbindet er die Landeshauptstadt Dublin mit Cork, der an der Südküste gelegenen zweitgrößten Stadt des Landes. Die Straße entspricht in ihrer gesamten Länge gleichzeitig der National primary road N8, sowie der Europastraße 201.

## Verlauf
Der M8 motorway beginnt etwa 17,5 km südwestlich von Port Laoise in der Nähe des Civil Parish of Aghaboe in der Grafschaft Laois als von Dublin kommende Abzweigung vom M7 motorway. Eine direkte Auffahrt von Limerick kommend ist nicht möglich. Die Straße verläuft anfangs Richtung Südsüdwesten durch dünn besiedeltes Gebiet. Zu den ersten größeren Siedlungen zählen Urlingford und das bereits zur Grafschaft Tipperary gehörende Thurles. Circa 56 km nach dem Beginn der Straße umfährt sie die Stadt Cashel und erreicht damit das Gebiet Golden Vale, Irlands wichtigstes milchwirtschaftliches Zentrum.
Nach weiteren 16 km gelangt man zur Stadt Cahir, wo sich der Verlauf Richtung Westsüdwesten neigt. Für die nächsten rund 23 km folgt die Straße der Südflanke der Galtee Mountains. Gegen Ende dieses Abschnitts wird auf etwa 3 km die südöstlichste Spitze der Grafschaft Limerick durchfahren, jedoch ohne das hier eine Anschlussstelle bestehen würde, bevor mit Mitchelstown die erste Stadt in der Grafschaft Cork angefahren wird.
Dort wendet sich der Straßenverlauf nochmals Richtung Süden und verläuft durch das hügelige Gebiet des östlichen Cork. Größere Städte und Siedlungen in diesem Bereich sind Fermoy, Watergrasshill und Glanmire, ein Vorort der Stadt Cork. Weitere rund 48 km nach Mitchelstown endet die Autobahn am östlichen Stadtrand von Cork in einem Kreisverkehr. Von dort ist ein Wechsel auf die von West nach Ost verlaufende N25 mit Anschluss ins Stadtzentrum von Cork, sowie nach Midleton und Cobh und auf die südliche Ringstraße N40 möglich.

## Maut
Zwischen den Anschlussstellen 14 und 17 (Rathcormac-Fermoy Bypass) wird eine Maut eingehoben. Dazu existieren eine Mautstelle direkt auf der Autobahn zwischen den ASSt 16 und 17, sowie zwei kleinere an der Auf- bzw. Abfahrtsrampe der ASSt 15 Richtung Norden. Die Gebühr beträgt unabhängig von der gefahrenen Strecke derzeit (2018) zwischen € 1,- für Motorräder und € 6,10 für LKWs über 3,5 t Gesamtgewicht oder mehr als drei Achsen, für PKWs beträgt sie € 1,90.

## Ausbau

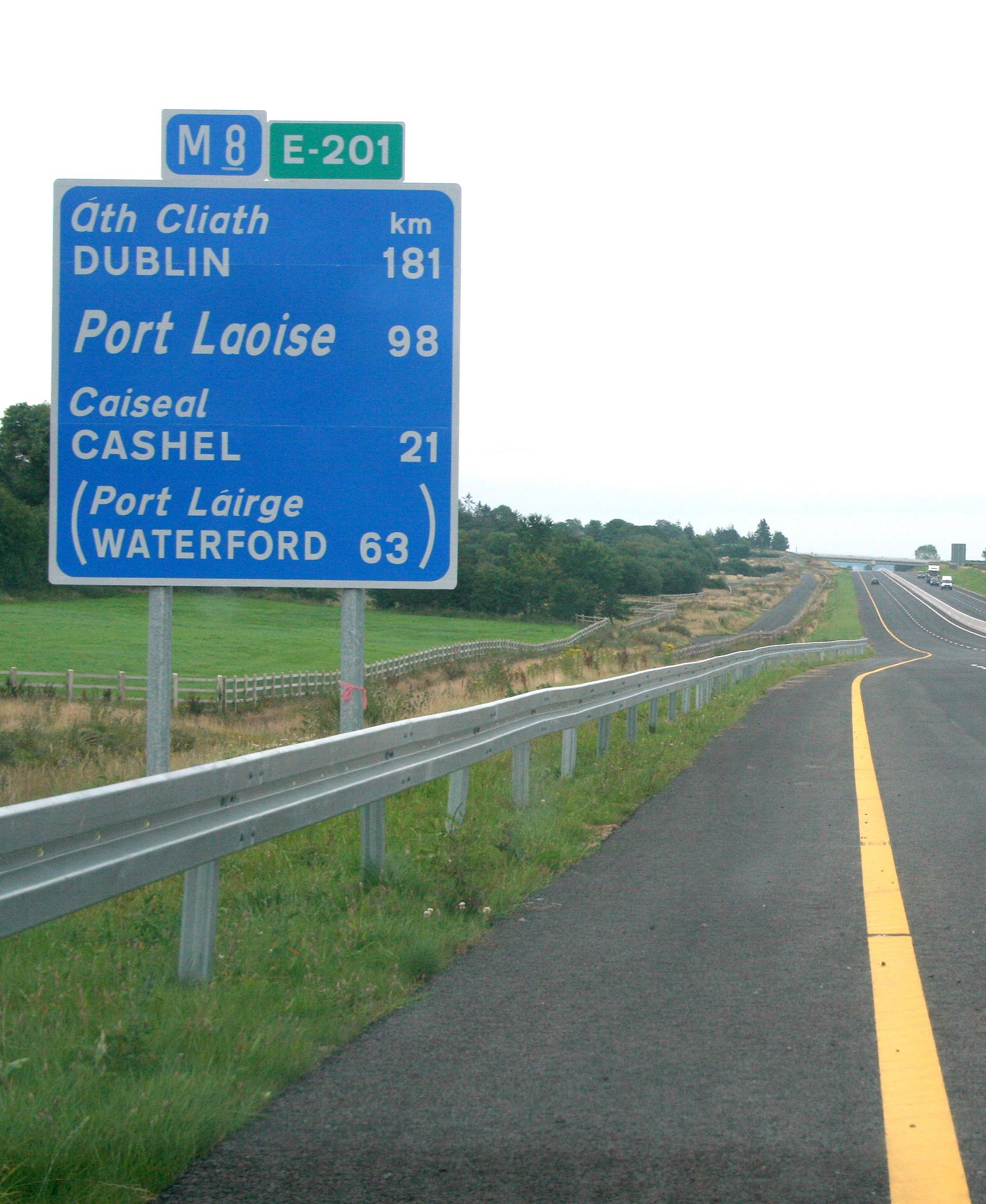
M8 bei Tipperary

Am Ende des M8 liegt ein Kreisverkehr, die sogenannte Dunkettle Interchange, welche zurzeit einen kreuzungsfreien Verkehr nur in West-Ost-Richtung, also entlang der N25, erlaubt. Aus Norden (M8) und Süden (N40) kommend muss also zwangsläufig in den ampelgeregelten Kreisverkehr eingefahren werden, um die Straße zu wechseln. Dieser Umstand führt regelmäßig zu langen Staus an der gesamten Kreuzung. Deshalb ist zurzeit im Zuge des Ausbaus der N40 zur kompletten Ringstraße auch der Umbau der Dunkettle Interchange zu einem vollwertigen Autobahnkreuz geplant, um einen kreuzungsfreien Verkehr in alle Richtungen zu ermöglichen.